# Jakub Michał Frey

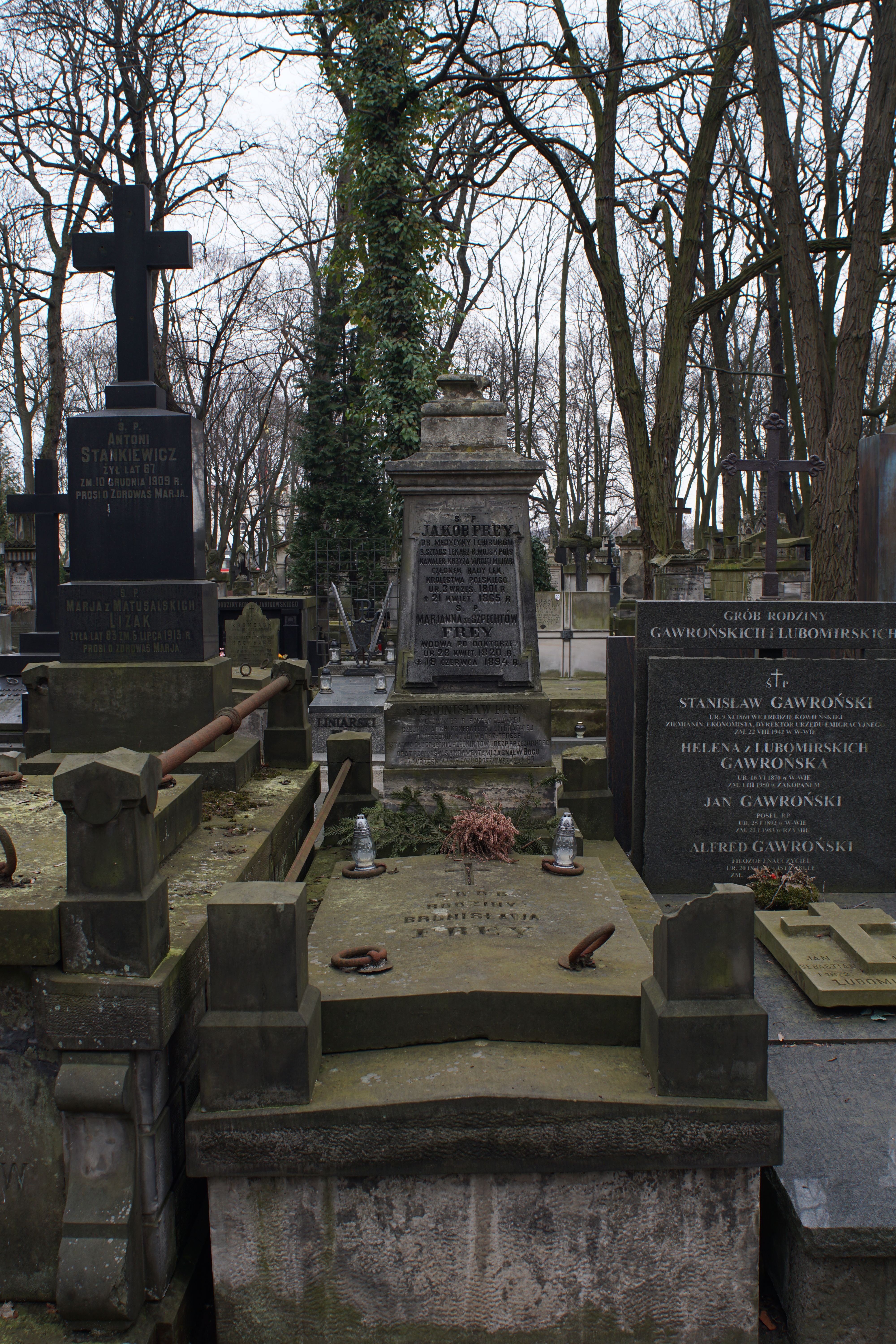
Grób Jakuba Michała Freya na cmentarzu Powązkowskim

Jakub Michał Frey (ur. 3 września 1801 w Puławach, zm. 23 kwietnia 1865 w Warszawie) – polski lekarz położnik. Syn malarza Jana Zachariasza Freya i Marianny de Pedron.
Wykształcenie średnie uzyskał w konwikcie oo. pijarów w Warszawie, w którym jego ojciec uczył rysunku. Studiował na Królewskim Uniwersytecie Warszawskim, gdzie w 1824 r. uzyskał stopień magistra medycyny i chirurgii, po czym został mianowany lekarzem batalionowym 3 pułku ułanów i otrzymał przydział do szpitala Ujazdowskiego w Warszawie. Awansowany w 1827 r. na lekarza sztabowego 8 pułku piechoty objął kierownictwo szpitala wojskowego w Pułtusku. W 1830 uzyskał stopień doktora medycyny na Wydziale Lekarskim Uniwersytetu Fryderyka Wilhelma w Berlinie. Brał udział w powstaniu listopadowym. W powstaniu sztabslekarz, kierował szpitalem wojskowym w Pułtusku. 2 czerwca 1831 otrzymał krzyż złoty Virtuti Militari nr 1333, jako lekarz 3. dywizji piechoty. Po upadku powstania osiadł w Pułtusku, a następnie w Raciążu, zajmując się praktyką prywatną. W 1834 wrócił do Warszawy, gdzie najpierw objął posadę lekarza w Głównym Seminarium Duchownym, a trzy lata później  posadę akuszera m. Warszawy i lekarza miejskiego.
W 1846 powołano go na dyrektora Instytutu Położniczego. Od 1851 Ogłaszał w "Pamiętniku Towarzystwa Lekarskiego Warszawskiego" coroczne sprawozdania z działalności Instytutu. W 1855 r. wybrano go na Członka Cesarskiego Towarzystwa Lekarskiego Wileńskiego. Opublikował w "Pamiętniku..."  ok. 10 prac z dziedziny położnictwa. Prace publikował również w "Tygodniku Lekarskim". W 1851 wydał nakładem własnym podręcznik "Zasady położnictwa czyli Wykład nauki i sztuki położniczej, mianowicie dla niewiast temu zawodowi poświęcających się". Był członkiem egzaminatorem, a następnie członkiem honorowym Rady Lekarskiej Królestwa Polskiego. 
W 1862 otrzymał przyznanie szlachectwa w Królestwie Polskim z racji posiadanego urzędu. 
I żona: Zofia Józefa Joanna Hoffman (ok. 1805-1837) dzieci z tego małżeństwa: Zygmunt (1829-?), Amelia (1833-1845).
II żona: Maria Gertruda Szpecht (1820-1894), pochodziła z rodziny piekarzy warszawskich, dzieci z tego małżeństwa: Władysław Henryk (1839-1840), Helena Weronika (ok. 1841-?), Czesław Józef (1846-?), Bronisław (1848-1915), Maria Teodora (1857-1909), Jadwiga Józefa (1859-?) 
Zmarł 23 kwietnia 1865 w Warszawie. 
Został pochowany na cmentarzu Powązkowskim w Warszawie (kw. 6/II/10) – pogrzeb z kościoła Św. Krzyża.

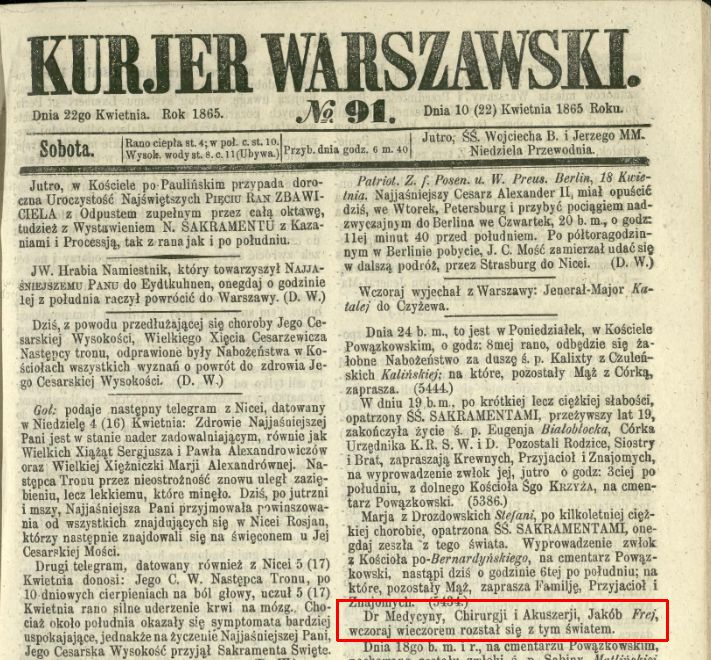
Informacja o śmierci dr. Jakuba Freya w Kurierze Warszawskim